# Soraya Paladin
Soraya Paladin née le 4 mai 1993 à Trévise, est une coureuse cycliste italienne. Elle est membre de la formation Canyon-SRAM Racing. Sa sœur Asja (née en 1994) est également cycliste professionnelle entre 2013 et 2020. 

## Biographie
Au championnat d'Italie sur route 2016, Elisa Longo Borghini attaque à une vingtaine de kilomètres de la ligne. Derrière un groupe de poursuite de six coureuses s'organise. Il est constitué de : Elena Cecchini, Tatiana Guderzo, Rossella Ratto, Soraya Paladin, Anna Zita Maria Stricker, Giorgia Bronzini et Maria Giulia Confalonieri. Soraya Paladin se classe cinquième.
Au Tour de Toscane 2018, sur la première étape, Soraya Paladin sort dans le dernier passage de la côte de la Via delle Selvette, mais est reprise. Le lendemain, dans le dernier tour, Nicole Hanselmann attaque. Elle est rejointe plus tard par Soraya Paladin et Maria Giulia Confalonieri. Paladin accélère dès les premières pentes du col du Valgiano. Elle s'impose seule sur l'étape et le Tour de Toscane.
Au Circuit Het Nieuwsblad, après le mur de Grammont, Elisa Longo Borghini sort, emmenant avec elle Demi Vollering et Soraya Paladin. Elles sont reprises au pied du Bosberg. Au Trofeo Alfredo Binda-Comune di Cittiglio, Soraya Paladin fait partie du groupe de poursuite et prend la cinquième place. À Gand-Wevelgem, à vingt kilomètres de l'arrivée, Elisa Longo Borghini sort du groupe de tête. Soraya Paladin la suit. Elles maintiennent une vingtaine de secondes d'avance jusque dans les derniers kilomètres, Longo Borghini effectuant la majorité du travail. Le peloton les reprend néanmoins à trois kilomètres du but.
Elle est septième au sprint de La course by Le Tour de France. Aux championnats d'Europe sur route, un groupe de quatre sort à soixante-cinq kilomètres de l'arrivée. Il s'agit de : Ellen van Dijk, Aude Biannic, Soraya Paladin et Romy Kasper. Aude Biannic et Romy Kasper sont lâchées dans l'ascension du circuit. Dans la ville, Ellen van Dijk attaque Soraya Paladin. Celle-ci revient néanmoins. La Néerlandaise poursuit son effort dans la montée et se retrouve seule à vingt-trois kilomètres du but.
Elle prend la troisième place au sprint du Trofeo Alfredo Binda-Comune di Cittiglio.
Elle est cinquième du Trofeo Alfredo Binda-Comune di Cittiglio. À l'Amstel Gold Race, elle attaque une première fois à vingt kilomètres de l'arrivée. Elle passe de nouveau à l'offensive plus loin. Grace Brown part en poursuite de l'Italienne et opère la jonction à cinq kilomètres de l'arrivée. Dans le Cauberg, Paladin distance Brown mais est reprise. Elle est cinquième. Elle est ensuite neuvième de Liège-Bastogne-Liège. Elle est neuvième de la RideLondon-Classique. 
En novembre 2023, Canyon-SRAM Racing annonce la prolongation du contrat de Paladin jusqu'en fin d'année 2025
Au Trofeo Alfredo Binda-Comune di Cittiglio, Soraya Paladin est quatrième du sprint. Elle est ensuite dixième de l'Amstel Gold Race. Elle est deuxième de la quatrième étape du Tour d'Italie.

## Palmarès sur route

### Par années
- 2016
  - 3e du Tour du Trentin
- 2017
  - 3e du GP Liberazione
  - 3e du championnat d'Italie sur route
- 2018
  - Tour de Toscane féminin-Mémorial Michela Fanini : 
    - Classement général
    - 2e étape
- 2019
  - 2e et 3e étapes du Tour de Burgos
  - 2e étape du Tour de Toscane féminin-Mémorial Michela Fanini
  - Giro delle Marche in Rosa : 
    - Classement général
    - 3e étape

  - 2e du Setmana Ciclista Valenciana
  - 2e du Tour de Burgos
  - 2e du Tour de Toscane féminin-Mémorial Michela Fanini
  - 3e du Tour de Yorkshire
  - 3e du Durango-Durango Emakumeen Saria
  - 3e de l'Emakumeen Euskal Bira
  - 9e du Trofeo Alfredo Binda
- 2021
  - 5e de l'Amstel Gold Race
  - 7e de La course by Le Tour de France
- 2022
  - 3e du Trofeo Alfredo Binda-Comune di Cittiglio
- 2023
  -  Médaillée d'argent du championnat d'Europe du contre-la-montre en relais
  - 5e du Trofeo Alfredo Binda-Comune di Cittiglio
  - 5e de l'Amstel Gold Race
  - 7e du Tour des Émirats arabes unis
  - 8e du Tour de Burgos
  - 9e du Circuit Het Nieuwsblad
  - 9e de Liège-Bastogne-Liège
  - 9e de la RideLondon-Classique
- 2024
  -  Médaillée de bronze du championnat du monde du contre-la-montre par équipes en relais mixte
  - 4e du Trofeo Alfredo Binda-Comune di Cittiglio
  - 6e de la RideLondon-Classique
  - 7e du Tour de Burgos
  - 10e de l'Amstel Gold Race
- 2025
  - 2e de la Classique de Navarre

### Résultats sur les grands tours

#### Tour d'Italie
12 participations
- 2014 : 73e
- 2015 : 87e
- 2016 : 33e
- 2017 : 52e
- 2018 : 36e
- 2019 : 9e
- 2020 : 17e
- 2021 : 28e
- 2022 : 36e
- 2023 : 27e
- 2024 : 52e
- 2025 : 53e

#### Tour de France
4 participations :
- 2022 : 77e
- 2023 : 42e
- 2024 : 77e
- 2025 : abandon (7e étape)

### Classements mondiaux
| Année                                 | 2014 | 2015 | 2016 | 2017 | 2018 | 2019 | 2020 | 2021 | 2022 | 2023 | 2024 |
| ------------------------------------- | ---- | ---- | ---- | ---- | ---- | ---- | ---- | ---- | ---- | ---- | ---- |
| Classement UCI                        | 496e | 662e | 97e  | 94e  | 108e | 11e  | 54e  | 33e  | 48e  | 26e  | 49e  |
| UCI World Tour                        |      |      | 132e | 91e  | 80e  | 11e  | 42e  | 20e  | 30e  | 17e  | 25e  |
|                                       |      |      |      |      |      |      |      |      |      |      |      |
| Légende : nc = non classéSource : UCI |      |      |      |      |      |      |      |      |      |      |      |